# Pentekostalizam
Pentekostalizam je kršćanski pokret unutar protestantskih crkava koji je nastao početkom 20. stoljeća pri Metodističkoj crkvi. Pentekostalci poseban naglasak stavljaju na probuđenje koje se dogodilo u ulici Asuza 1906. godine, što na način označava rođenje suvremenog pentekostalizma. Crkve ovog pokreta odlikuju se iznimnim naglaskom na važnost darova Duha Svetoga. Bogoslužje u pentekostnim zajednicama karakterizira gorljiva molitva, glasnija glazba (slavljenje), a ponekad i spontani ples. Neka od najpoznatijih obilježja ovog pokreta su govor u jezicima i drugi duhovni darovi, kao što su proroštva i iscjeljenja. Za govor u jezicima se smatra da je rezultat krštenja Duhom Svetim.
Prema studiji iz 2011. ima 279 milijuna vjernika. Rasprostranjen je u SAD-u, Brazilu, Gvatemali, Indoneziji, Nigeriji, Gani, Keniji, Etiopiji i Zimbabveu.
U Italiji ima oko pola milijuna vjernika.

## Pentekostni pokret u Hrvatskoj
Pentekostni pokret u Hrvatskoj spontano je započeo 1907. godine u srijemskom mjestu Beška, među njemačkim “štundistima” – pijetističkim vjernicima (luteranske) i Reformirane (kalvinske) crkve. 
Trenutno postoji nekoliko tisuća pripadnika ove vjere u Hrvatskoj. Najveća crkva ovog pokreta je Evanđeoska pentekostna crkva i Savez crkava Riječ Života.